# Лавраенер
Лавраенер (мар. Кыдалсола) — деревня в Сернурском районе Республики Марий Эл. Входит в состав Марисолинского сельского поселения.

## География
Находится в северо-восточной части республики Марий Эл на расстоянии приблизительно 13 км на север-северо-запад от районного центра посёлка Сернур.

## История
Известна с 1746 года как три починка: Лавраэнер Илня (4 мужские души), Лавраэнер (13 душ) и Лавраэнер Мучаш (13 душ). В 1811 года указывается лишь один починок Лавраэнер с 17 дворами, где проживали 92 души обоего пола. По данным 1859—1873 годов здесь проживали 136 человек. В 1884 году в Лавраэнере в 32 дворах отмечено 189 человек. В конце XIX — начале XX веков в деревне стали поселяться русские. В 1917 году насчитывалось 46 дворов. В 1927 году здесь в 48 дворах (42 марийских и 6 русских) насчитывалось 247 человек, из них 226 мари и 21 русский, в 1930 году — 321 человек: 297 мари и 24 русских. В 2003 году в деревне насчитывалось 58 домов. В советское время работали колхозы «Стальной путь», «У пасу» и «Восход».

## Население
Население составляло 170 человек (мари 97 %) в 2002 году, 179 в 2010.